# 羅伯特·斯特布
羅伯特·斯特布（英語：Robert Streb；1987年4月7日—）是一位美國高爾夫球運動員，參加PGA巡迴賽的賽事。2012年10月，他贏得了自己在Web.com巡迴賽的首個冠軍。2014年，他贏得了自己的首個PGA巡迴賽冠軍。